# Yad Kennedy

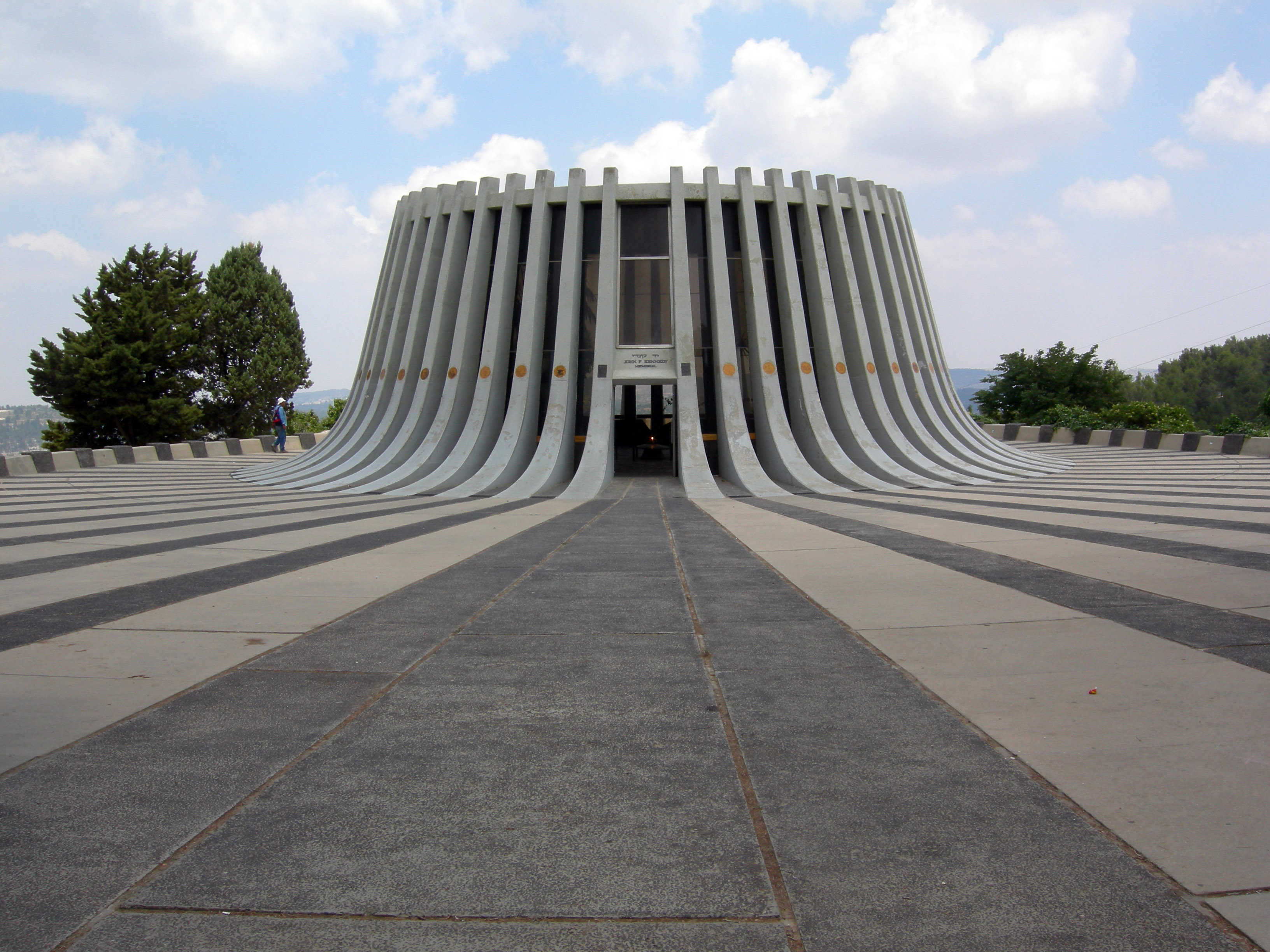
Yad Kennedy.

Yad Kennedy (en hébreu : יד קנדי) situé dans la région de Mateh Yehuda près de Jérusalem, en Israël, est un mémorial consacré à John Fitzgerald Kennedy, le 35e président des États-Unis, qui a été assassiné à Dallas en 1963.
Le mémorial, haut de 18 mètres est en forme de souche d'arbre coupée, symbolisant une vie écourtée. À l'intérieur, une flamme éternelle y brûle. Il est entouré de 51 colonnes de béton, une pour chacun des cinquante États des États-Unis et une pour Washington, la capitale de cette nation. Les emblèmes des États et du district sont affichés sur chacune des colonnes et les colonnes sont séparées par des panneaux de verre.
Le monument mesure environ 76 mètres de circonférence à sa base et peut accueillir une centaine de visiteurs à la fois. Le monument a été construit en 1966 avec des fonds donnés par les communautés juives américaines et les noms des donateurs sont inscrits sur un mur. Yad Kennedy et ses aires de pique-nique adjacentes font partie de la forêt de la paix John F. Kennedy.

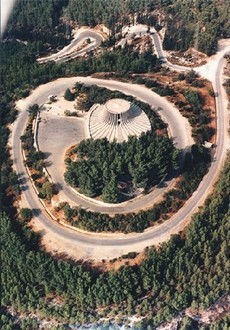
Vue aérienne.
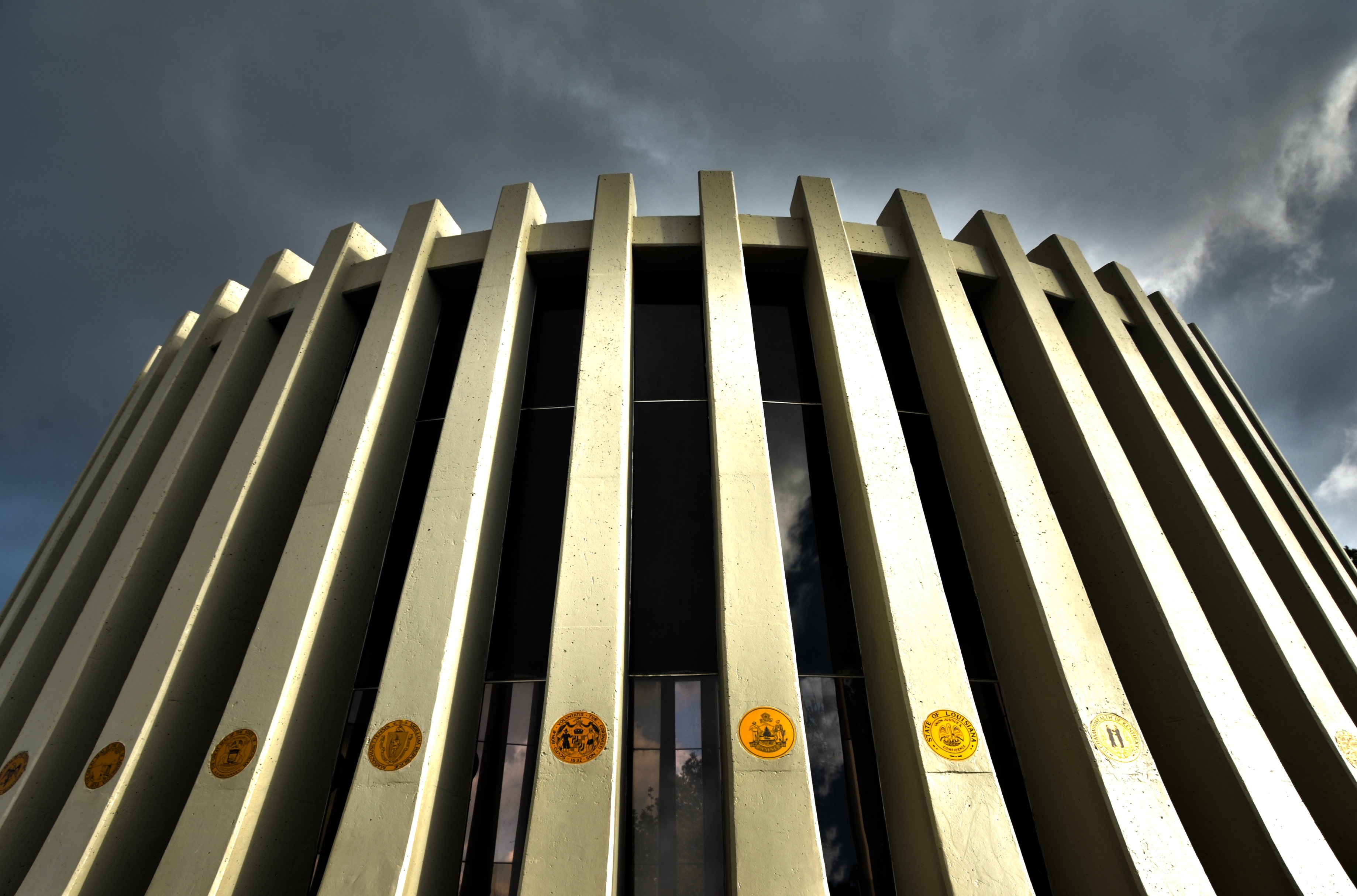
Emblèmes extérieures.
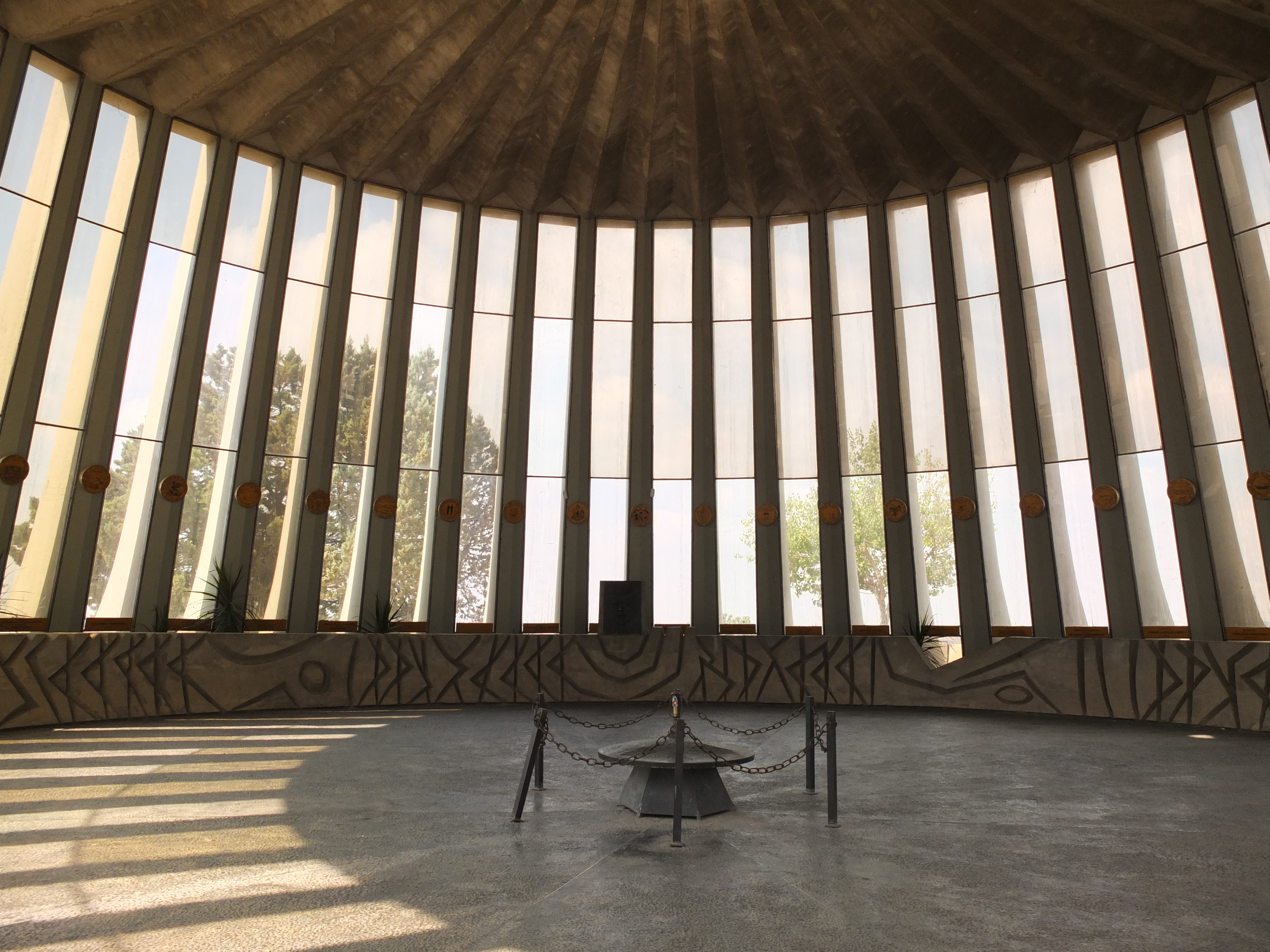
Flamme éternelle.
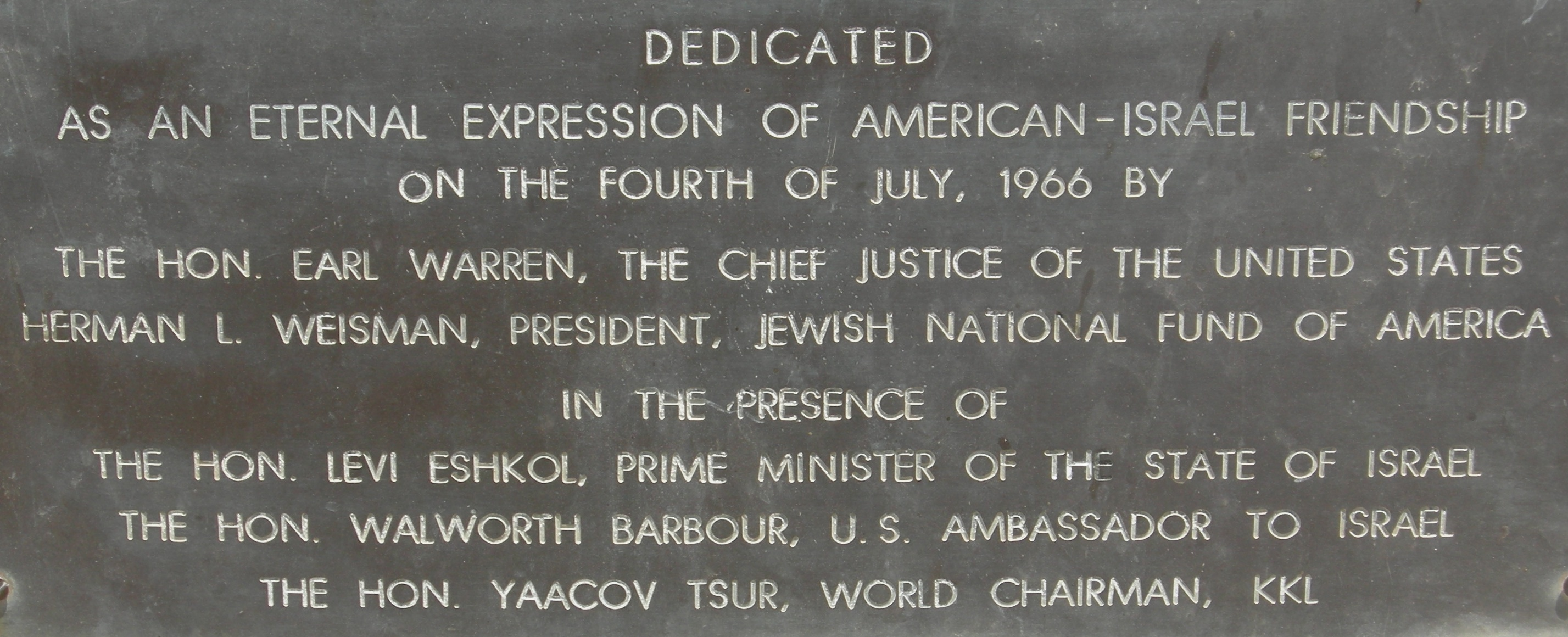
Plaque commémorative.
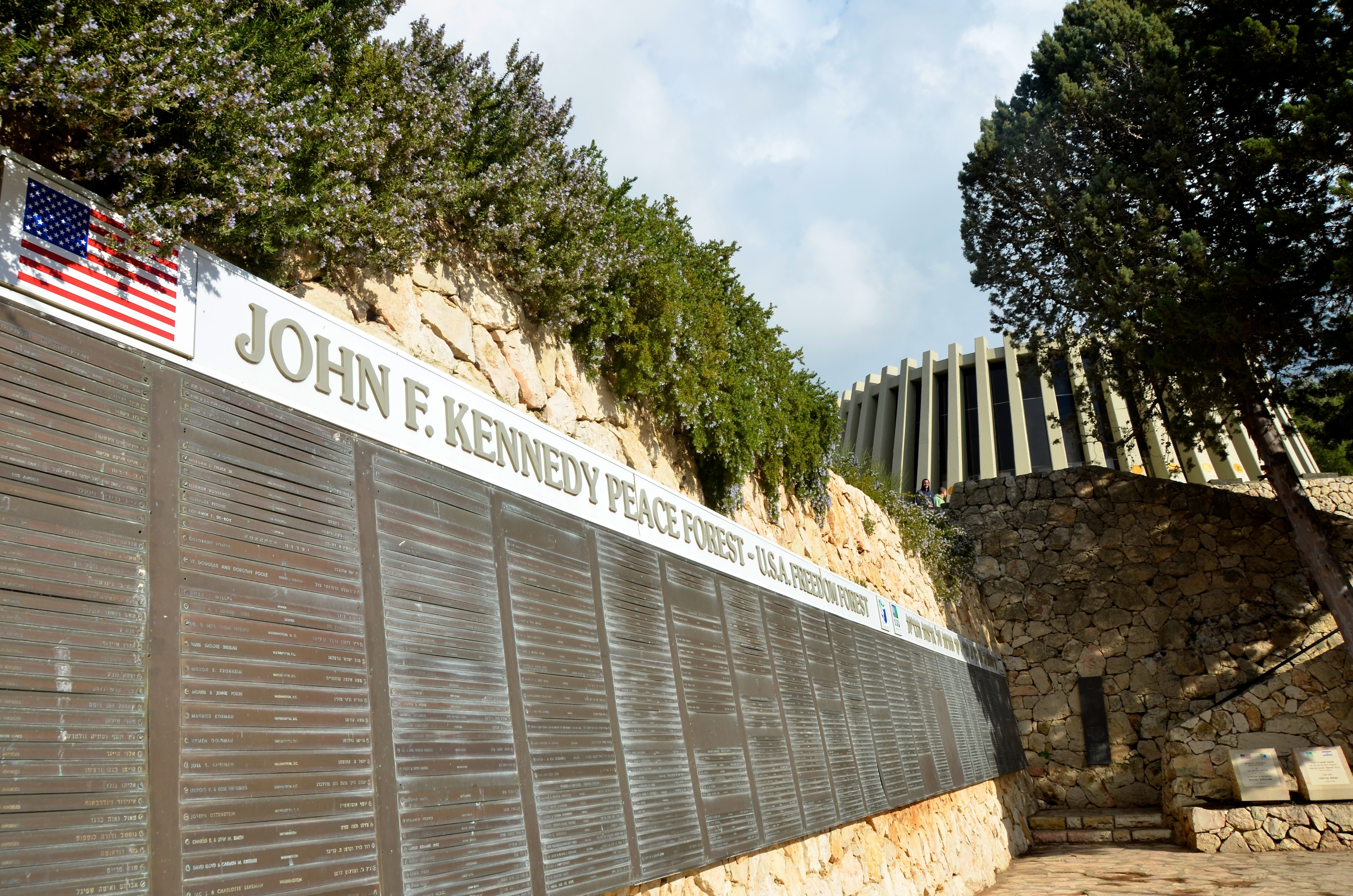
Mur des donateurs.